# Gai Suetoni Paulí
Gai Suetoni Paulí (en llatí Caius Suetonius Paulinus) va ser un magistrat romà. Apareix esmentat per primer cop durant el regnat de Claudi, l'any 42, quan era procònsol a Mauritània i va derrotar els moros revoltats, arribant fins a les muntanyes de l'Atles.

## Governador a Britànnia
En el regnat de Neró, el 59 fou nomenat governador de Britànnia i durant dos anys va sotmetre diversos pobles britons i va erigir fortins a diversos llocs. Però el 61, quan va creuar cap a l'illa de Mona (Anglesey), plaça forta dels britons i de la religió dels druides, que resistia als romans, la resta del país va aprofitar la seva absència per revoltar-se dirigits per Boudica reina dels icens. Els revoltats van ocupar la colònia de Camulodunum i van derrotar a Quint Petili Cerealis, llegat de la Legió IX Hispana. Quan Paulí va retornar, Londínium i Verulàmium havien caigut en mans dels britons, però va aconseguir finalment derrotar Boadicea.
El 62 va tornar a Roma i el va succeir Gai Petroni Turpilià

## Guerra Civil
L'any 66 va ser cònsol amb Gai Luci Telesí. Llavors era considerat un dels millors generals de l'Imperi i quan va esclatar la guerra civil l'any dels quatre emperadors, el 69 es va posar al servei de Marc Salvi Otó, i va ser un dels generals consellers del nou emperador, però no va poder imposar-se a les intrigues de Licini Pròcul que tenia la màxima confiança d'Otó. Aquest va sortir en campanya contra les forces de Vitel·li (69) acompanyat per Paulí i altres generals experimentats.
Otó va sortir de Roma deixant la ciutat al seu germà Luci Salvi Otó Titià a Roma junt amb Flavi Sabí, el prefecte, germà de Vespasià. Tenia tres comandants hàbils, Suetoni Paulí, Mari Cels i Anni Gal i dominava la flota.
Otó va derrotar els muntanyencs lígurs i va saquejar Albium Intemelium (Ventimiglia). Anni Gal i Vestrici Espurinna van ser encarregats de la defensa del riu Po. Espurina fou atacat a Placentia per Aule Cecina Aliè, general de Vitel·li, però el va poder rebutjar i causar-li moltes baixes fins que Cecina es va retirar a Cremona. Marci Macer al front dels gladiadors d'Otó va derrotar Cecina però no va voler entrar a Cremona i aquesta negativa va provocar les sospites del general Suetoni Paulí, i Titià va ser nomenat nou comandant en lloc de Macer. Un nou atac de Cecina fou rebutjat per Mari Cels i Suetoni Paulí prop de Cremona, però Titià no va empaitar els partidaris de Vitel·li, cosa que fou molt negativa per als interessos d'Otó. Paulí va avalar aquesta decisió i va ser vist com a sospitós de traïció.
Mentrestant, Fabi Valent va arribar a Pavia i va unir les seves forces amb les de Cecina. Licini Pròcul, prefecte del pretori, volia acabar ràpidament amb la guerra en un enfrontament decisiu, i en canvi Paulí recomanava evitar el xoc. La batalla de Bedríacum va ser un desastre per Otó, que va decidir suïcidar-se.
Després de la batalla Paulí va passar al camp a Vitel·li on va obtenir el perdó mercès a al·legar falsament que la derrota d'Otó s'havia degut a la seva traïció en favor dels interessos de Vitel·li. Ja no torna a ser esmentat.